# Liste der Kulturdenkmale in Schengen
In der Liste der Kulturdenkmale in Schengen sind alle Kulturdenkmale der luxemburgischen Gemeinde Schengen aufgeführt (Stand: 15. Juli 2025).

## Kulturdenkmale nach Ortsteil

### Bech-Kleinmacher
| Bild                    | Bezeichnung                                  | Lage                           | Beschreibung | Stufe | Eingetragen seit   |
| ----------------------- | -------------------------------------------- | ------------------------------ | ------------ | ----- | ------------------ |
| Weitere Bilder          | Kirche St-Hubert                             | route du Vin (Karte)           |              | PCN   | 30. September 2020 |
| Mauer entlang Kuebeneck | Mauer entlang Kuebeneck                      | Kuebeneck/route du Vin (Karte) |              | PCN   | 24. Juni 2021      |
| Weitere Bilder          | Unterbauten einer gallo-römischen Grabkammer | Friedeschwingerten (Karte)     |              | IS    | 6. April 1987      |
| ehemaliger Bauernhof    | ehemaliger Bauernhof                         | Kuebeneck (Karte)              |              | IS    | 25. Juli 1989      |
| Gebäude                 | Gebäude                                      | 23, rue des caves (Karte)      |              | IS    | 3. September 2018  |

### Bürmeringen
| Bild                 | Bezeichnung          | Lage                                   | Beschreibung | Stufe | Eingetragen seit   |
| -------------------- | -------------------- | -------------------------------------- | ------------ | ----- | ------------------ |
| ehemaliger Bauernhof | ehemaliger Bauernhof | 10, rue Flammang (Karte)               |              | PCN   | 20. Dezember 2019  |
| Weitere Bilder       | Kirche Ste-Barbe     | rue Jean Hengen (Karte)                |              | PCN   | 30. September 2020 |
| Birnbaumallee        | Birnbaumallee        | rue des Martyrs/rue de Mondorf (Karte) |              | IS    | 2001               |
| ehemaliger Bauernhof | ehemaliger Bauernhof | 10, rue Flammang (Karte)               |              | IS    | 26. März 2013      |
| ehemaliger Bauernhof | ehemaliger Bauernhof | 16, rue Auguste Liesch (Karte)         |              | IS    | 26. März 2013      |

### Elvingen
| Bild                                 | Bezeichnung                                  | Lage                                 | Beschreibung | Stufe | Eingetragen seit   |
| ------------------------------------ | -------------------------------------------- | ------------------------------------ | ------------ | ----- | ------------------ |
| Weitere Bilder                       | Kirche St-Jean-Baptiste mit umgebendem Platz | rue d’Emerange/rue d’Ellange (Karte) |              | PCN   | 30. September 2020 |
| Platz um die Kirche St-Jean-Baptiste | Platz um die Kirche St-Jean-Baptiste         | rue d’Emerange/rue d’Ellange (Karte) |              | PCN   | 5. Februar 2021    |
| Gebäude                              | Gebäude                                      | 1, rue Nicolas Brücher (Karte)       |              | PCN   | 24. Juni 2021      |
| Wohnhaus                             | Wohnhaus                                     | 2, rue des Champs (Karte)            |              | IS    | 2. Februar 2015    |

### Remerschen
| Bild           | Bezeichnung                                                      | Lage                            | Beschreibung | Stufe | Eingetragen seit |
| -------------- | ---------------------------------------------------------------- | ------------------------------- | ------------ | ----- | ---------------- |
| Weitere Bilder | Birnbaumallee an der Ortsstraße zwischen Remerschen und Elvingen | Teil der rue Wintringen (Karte) |              | PCN   | 28. Juli 1989    |
| Weitere Bilder | Kirche St-Sébastien mit Friedhof                                 | rue de Wintrage (Karte)         |              | PCN   | 24. Juni 2021    |
| Weitere Bilder | Kirche St-Sébastien                                              | Wäistrooss (Karte)              |              | IS    | 17. Januar 1967  |
| Gebäude        | Gebäude                                                          | 88 et 88A, route du Vin (Karte) |              | IS    | 30. April 2002   |

### Schengen
| Bild                         | Bezeichnung                                 | Lage                   | Beschreibung | Stufe | Eingetragen seit   |
| ---------------------------- | ------------------------------------------- | ---------------------- | ------------ | ----- | ------------------ |
| Weitere Bilder               | Schloss Schengen mit Nebengebäuden und Park | Beim Schlass (Karte)   |              | PCN   | 26. Oktober 2018   |
| Weitere Bilder               | Erlöserkirche                               | Waistrooss (Karte)     |              | PCN   | 30. September 2020 |
|                              | Gebäude                                     | 47, Waïstrooss (Karte) |              | PCN   | 29. Januar 2024    |
| Kochhaus                     | Kochhaus                                    | Waïstrooss (Karte)     |              | IS    | 20. März 1967      |
| gotischer Turm des Schlosses | gotischer Turm des Schlosses                | Schlosspark (Karte)    |              | IS    | 22. Oktober 1986   |
| Gebäude                      | Gebäude                                     | 74, Waïstrooss (Karte) |              | IS    | 27. Juni 2006      |
| Gebäude                      | Gebäude                                     | 6, Hemmeberreg (Karte) |              | IS    | 8. April 2016      |

### Schwebsingen
| Bild           | Bezeichnung      | Lage                     | Beschreibung | Stufe | Eingetragen seit   |
| -------------- | ---------------- | ------------------------ | ------------ | ----- | ------------------ |
| Weitere Bilder | Kirche St-Pirmin | route du Vin (Karte)     |              | PCN   | 30. September 2020 |
| Gebäude        | Gebäude          | 81, route du Vin (Karte) |              | PCN   | 29. September 2023 |
| Gebäude        | Gebäude          | 17, route du Vin (Karte) |              | IS    | 28. April 1987     |

### Wellenstein
| Bild                                                                                    | Bezeichnung                                                                             | Lage                              | Beschreibung | Stufe | Eingetragen seit   |
| --------------------------------------------------------------------------------------- | --------------------------------------------------------------------------------------- | --------------------------------- | ------------ | ----- | ------------------ |
| Gebäude                                                                                 | Gebäude                                                                                 | 12, rue du Vieux Coin (Karte)     |              | PCN   | 26. September 2008 |
| ehemaliges Winzerhaus „A Leicken“ mit Nebengebäude „An Heenen“ und Winzerhaus „A Fulls“ | ehemaliges Winzerhaus „A Leicken“ mit Nebengebäude „An Heenen“ und Winzerhaus „A Fulls“ | 5, route de Mondorf (Karte)       |              | PCN   | 6. September 2018  |
| Haus „A Leën“                                                                           | Haus „A Leën“                                                                           | 7, route de Mondorf (Karte)       |              | PCN   | 6. September 2018  |
| Weitere Bilder                                                                          | Kirche Ste-Anne                                                                         | rue Ste-Anne (Karte)              |              | PCN   | 30. September 2020 |
| Gebäude                                                                                 | Gebäude                                                                                 | 8 und 10, rue Sainte-Anne (Karte) |              | IS    | 16. April 1984     |
| Wohnhaus und Garten                                                                     | Wohnhaus und Garten                                                                     | 16, rue Jean Wilwert (Karte)      |              | IS    | 27. Juni 2006      |

### Wintringen
| Bild           | Bezeichnung                                   | Lage                   | Beschreibung | Stufe | Eingetragen seit  |
| -------------- | --------------------------------------------- | ---------------------- | ------------ | ----- | ----------------- |
| Weitere Bilder | Schloss Wintringen mit Nebengebäuden und Park | 27, Wäistrooss (Karte) |              | PCN   | 6. Juli 2016      |
| Gebäude        | Gebäude                                       | 9, Brékelter (Karte)   |              | IS    | 15. November 2017 |

Legende: PCN – Immeubles et objets bénéficiant des effets de classement comme patrimoine culturel national; IS – Immeubles et objets inscrits à l’inventaire supplémentaire

## Quelle
- Liste des immeubles et objets beneficiant d’une protection nationales, Nationales Institut für das gebaute Erbe, Fassung vom 12. September 2022, S. 114 ff. (PDF)

- Karte mit allen Koordinaten:
- OSM |
- WikiMap

Bad Mondorf |
Bartringen |
Bauschleiden |
Bech |
Beckerich |
Befort |
Berdorf |
Bettemburg |
Bettendorf |
Betzdorf |
Bissen |
Biwer |
Burscheid |
Bous-Waldbredimus |
Clerf |
Colmar-Berg |
Consdorf |
Contern |
Dalheim |
Diekirch |
Differdingen |
Dippach |
Düdelingen |
Echternach |
Ell |
Ernztalgemeinde |
Erpeldingen an der Sauer |
Esch an der Alzette |
Esch an der Sauer |
Ettelbrück |
Fels |
Feulen |
Fischbach |
Flaxweiler |
Frisingen |
Garnich |
Goesdorf |
Grevenmacher |
Grosbous-Wahl |
Habscht |
Heffingen |
Helperknapp |
Hesperingen |
Junglinster |
Käerjeng |
Kayl |
Kehlen |
Kiischpelt |
Koerich |
Kopstal |
Lenningen |
Leudelingen |
Lintgen |
Lorentzweiler |
Luxemburg |
Mamer |
Manternach |
Mersch |
Mertert |
Mertzig |
Monnerich |
Niederanven |
Nommern |
Parc Hosingen |
Petingen |
Préizerdaul |
Pütscheid |
Rambruch |
Reckingen/Mess |
Redingen/Attert |
Reisdorf |
Remich |
Roeser |
Rosport-Mompach |
Rümelingen |
Saeul |
Sandweiler |
Sassenheim |
Schengen |
Schieren |
Schifflingen |
Schüttringen |
Stadtbredimus |
Stauseegemeinde |
Steinfort |
Steinsel |
Strassen |
Tandel |
Ulflingen |
Useldingen |
Vianden |
Vichten |
Waldbillig |
Walferdingen |
Weiler zum Turm |
Weiswampach |
Wiltz |
Winseler |
Wintger |
Wormeldingen